# Lehmannsches Haus

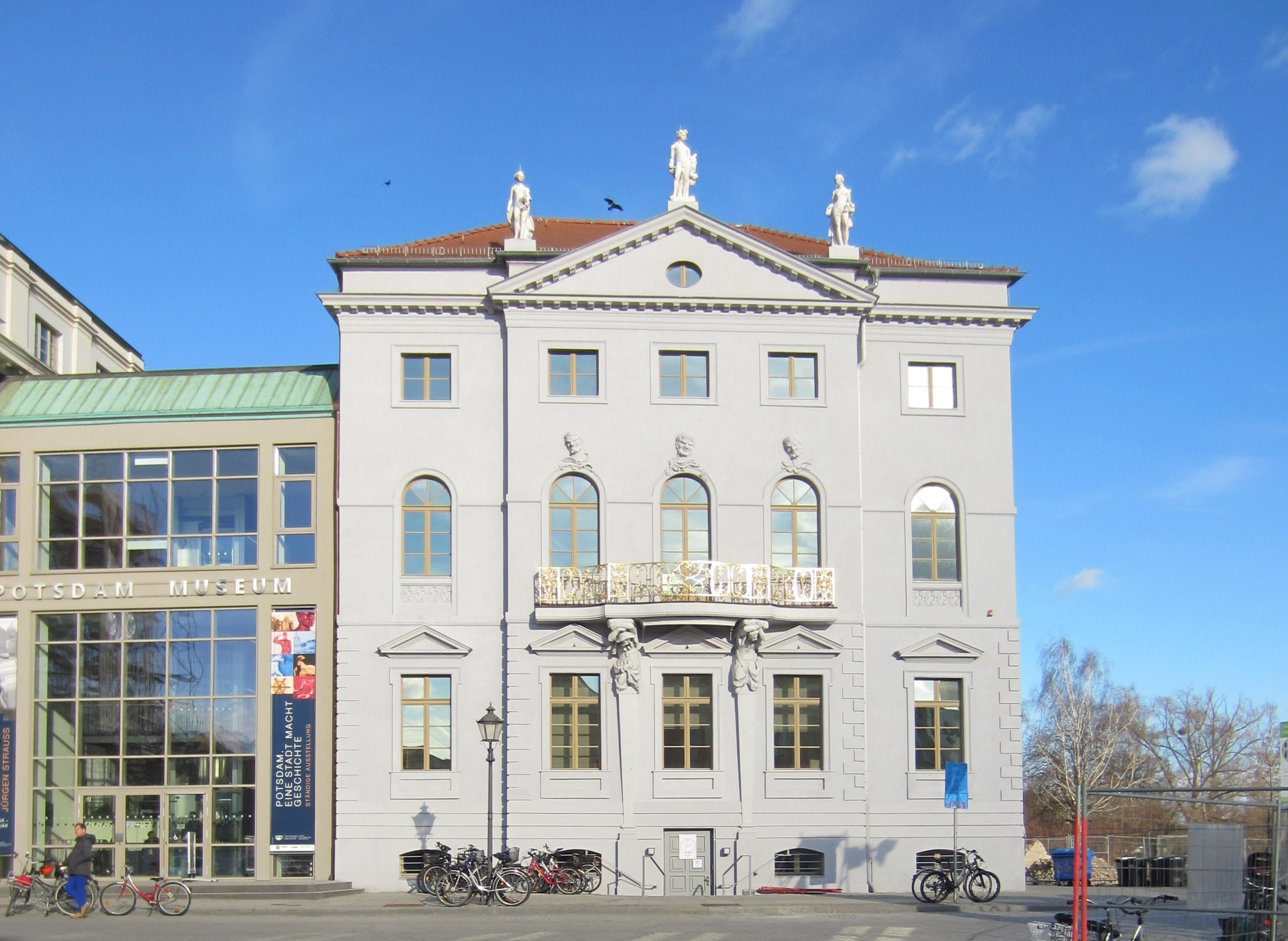
2014

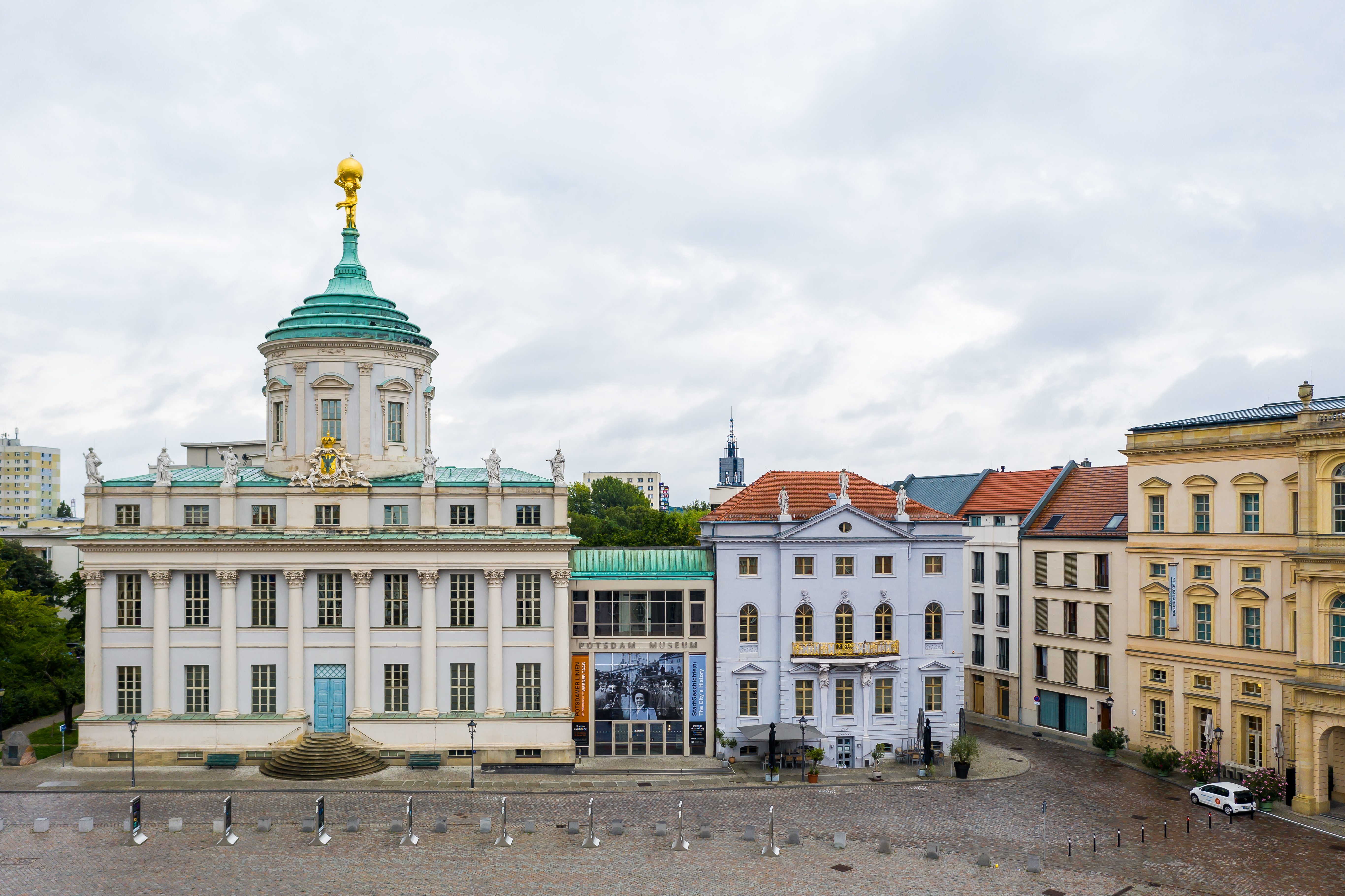
2023

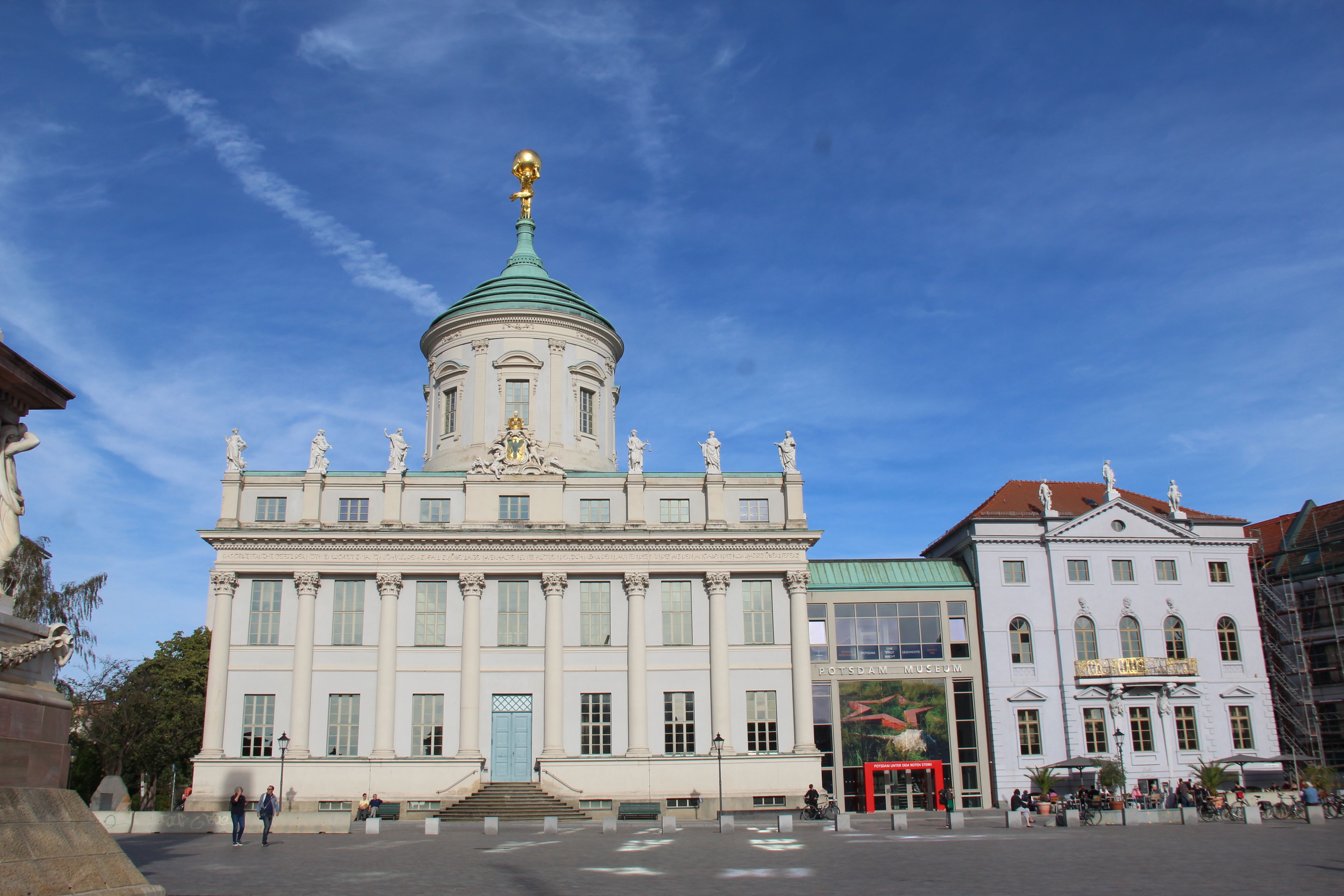
Altes Rathaus, Glasbau und Lehmannsches Haus (2017)

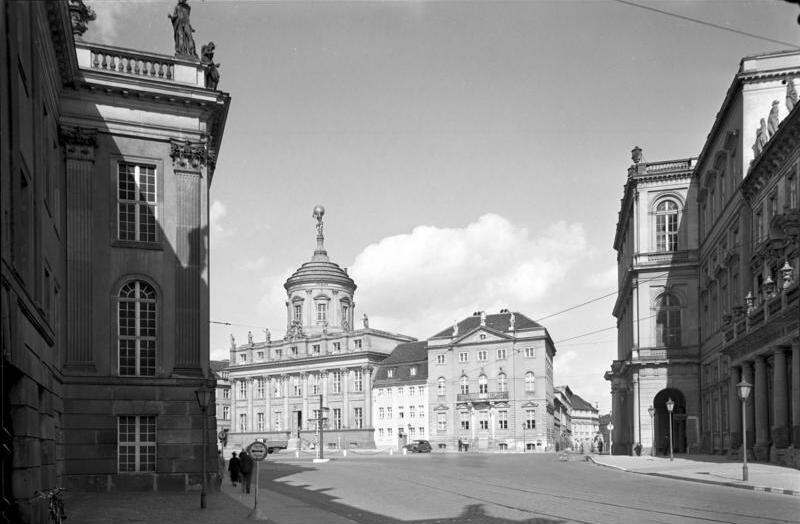
Ansicht vor 1945

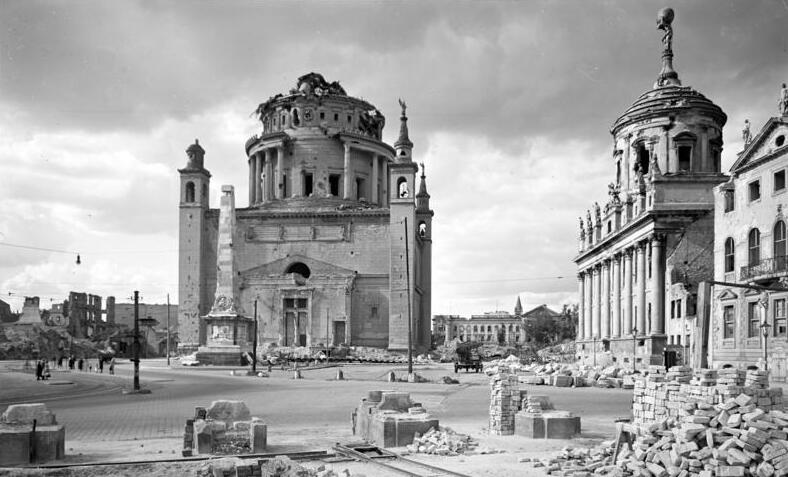

Das Lehmannsche Haus, auch Knobelsdorffhaus, ist ein palladianisches Bürgerhaus am Alten Markt in Potsdam. Es wurde im Jahr 1750 im Auftrag von Friedrich dem Großen nach Entwurf von Georg Wenzeslaus von Knobelsdorff erbaut. Als Vorlage diente das Marble Hill House in Twickenham.

## Vorbild Marble Hill House
Das Gebäude wurde 1750 nach Entwürfen von Georg Wenzeslaus von Knobelsdorff an der früheren Brauerstraße 10 errichtet; Auftraggeber war, wie auch bei den anderen Palastkopien in der Potsdamer Innenstadt, König Friedrich der Große. Als Vorlage diente die 1728 von Roger Morris entworfene Fassade für Marble Hill House in Twickenham im Stil des Palladianismus. Nach seinem Erstbewohner, dem Sattler Lehmann, erhielt es den Namen Lehmannsches Haus. Das Gebäude ist von fast gleicher Höhe wie Breite. Der zweieinhalbgeschossige Bau ist zum Alten Markt fünfachsig und wird durch einen flachen dreiachsigen Mittelrisalit mit Giebeldreieck betont. Während das Erdgeschoss Fensterverdachungen und Eckrustika aufweist, ist die Beletage durch rundbogige Fenster mit bekrönenden Faunsmasken sowie einem von Atlanten von Friedrich Christian Glume getragenen geschwungenen Balkon mit zierlichem Brüstungsgitter akzentuiert. Der auf alten Messbildern und Gemälden erkennbare Brandgiebel auf der Nordseite zum Windelbandschen Haus wurde bereits vor dem Zweiten Weltkrieg durch ein abgewalmtes Dach ersetzt; in dieser Form erfolgte auch die Wiederherstellung.

## Zerstörung 1945 – Potsdam Museum
Der britische Luftangriff auf Potsdam am Abend des 14. April 1945 verursachte nur leichte Schäden am Alten Rathaus. Der tagelange Artilleriebeschuss durch die Rote Armee während der Kämpfe um Potsdam, die bis zum 30. April andauerten, zerstörte jedoch das gesamten Gebäudeensemble, bestehend aus dem Alten Rathaus, dem Windelbandschen Haus und dem Lehmannschen Haus. Zunächst fehlte es an Mitteln, die Ostseite des Alten Markts zu rekonstruieren, sodass erst 1960 mit den Arbeiten begonnen wurde. Lediglich die Fassaden und das Treppenhaus mit der Kuppel des Alten Rathauses befanden sich in wiederaufbaufähigem Zustand. Die Ruine des Windelbandschen Hauses wurde schließlich abgerissen und durch einen Neubau mit Glasfassade ersetzt. 1966 feierte man die Wiedereinweihung des aus drei Gebäuden bestehenden Ensembles als Kulturhaus, das den Namen des kommunistischen Dichters Hans Marchwitza erhielt. Dabei wurde das Lehmannsche Haus vollständig restauriert und bekam den Namen Knobelsdorffhaus, obwohl der preußische Hofarchitekt nie darin gewohnt hatte. Heute beherbergt das Lehmannsche Haus zusammen mit dem ehemaligen Kulturhaus und dem Alten Rathaus das Potsdam-Museum.

## Attikaskulpturen Flora, Vertumnus und Pomona

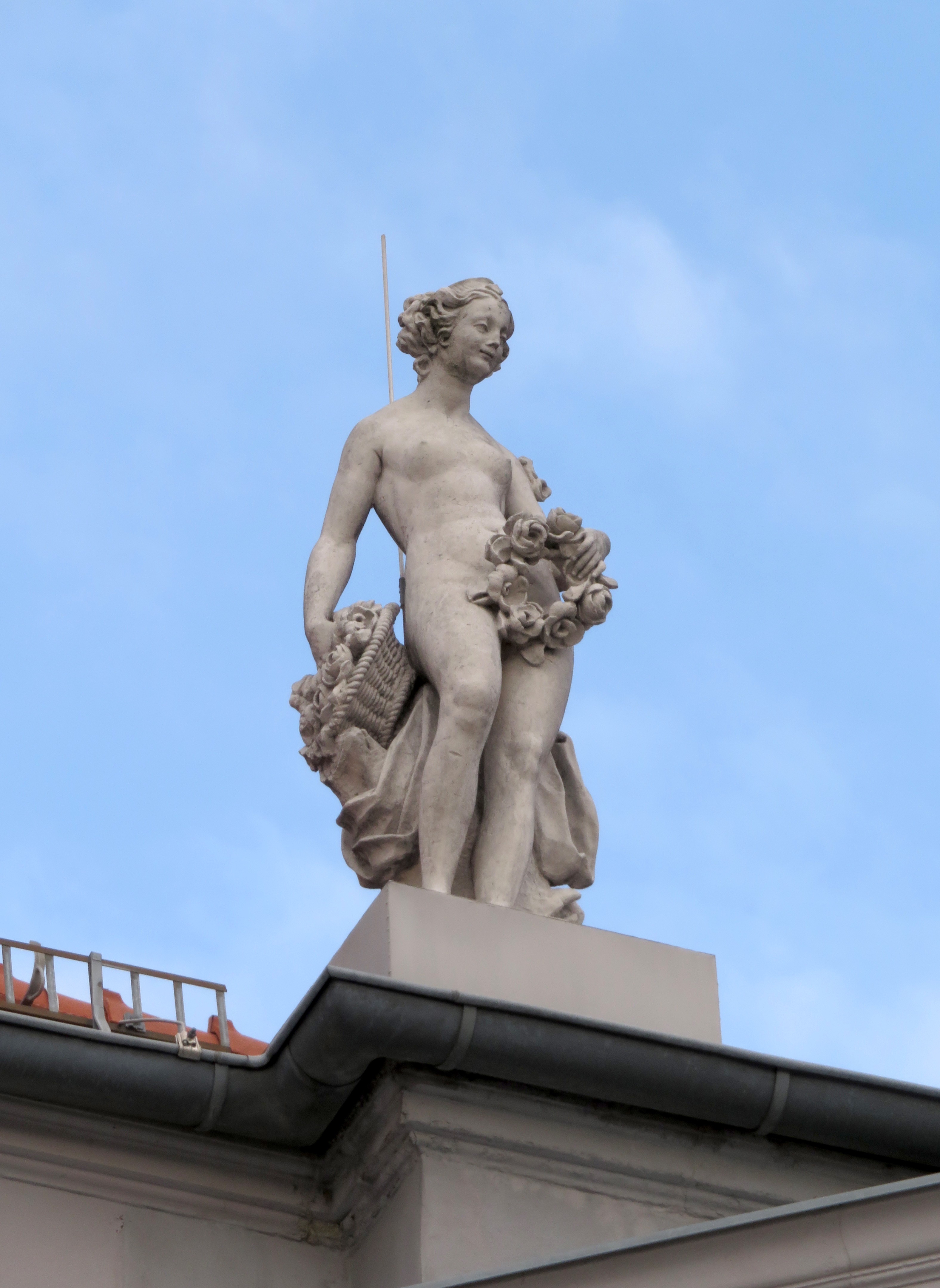
Flora
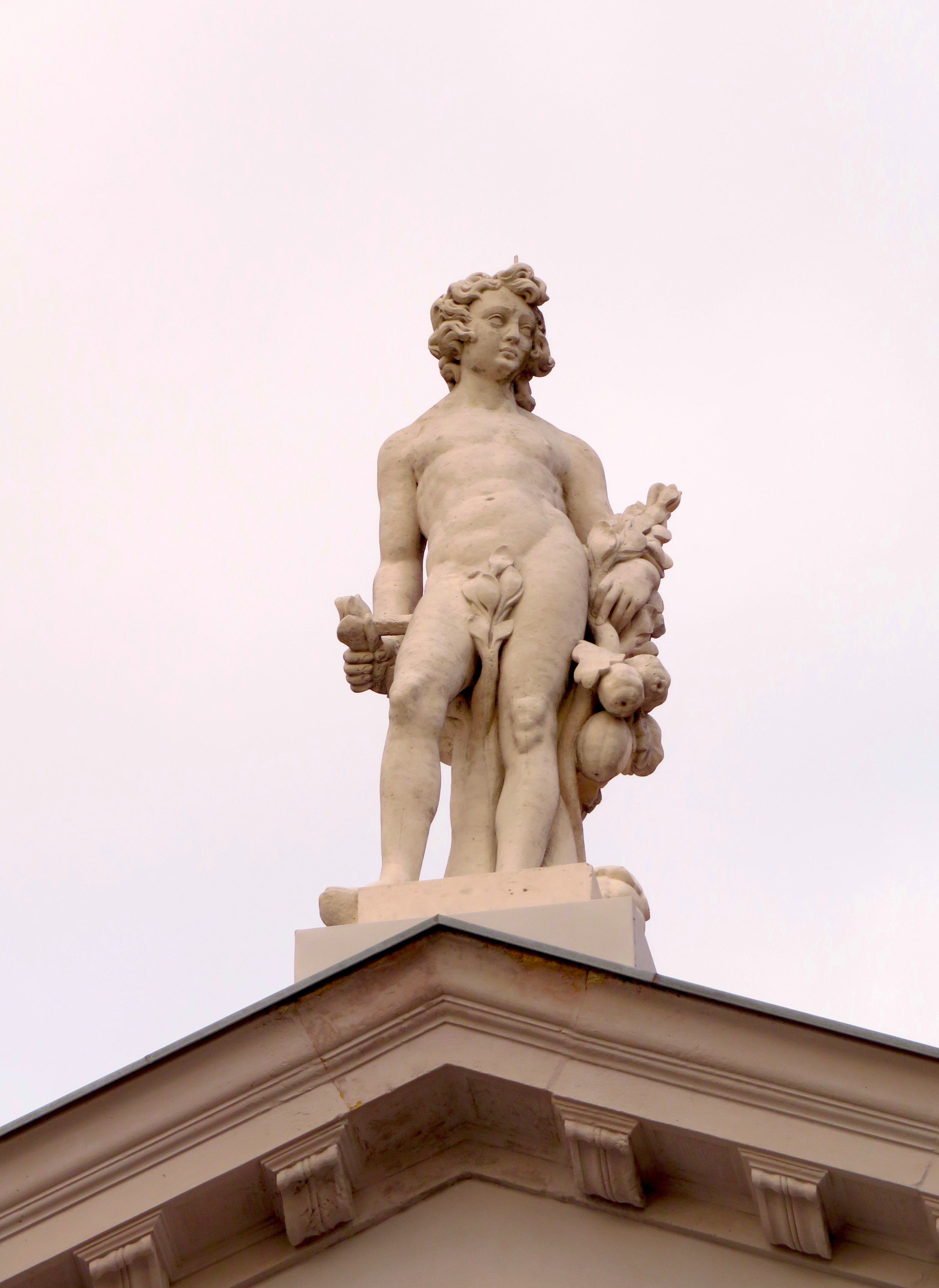
Vertumnus
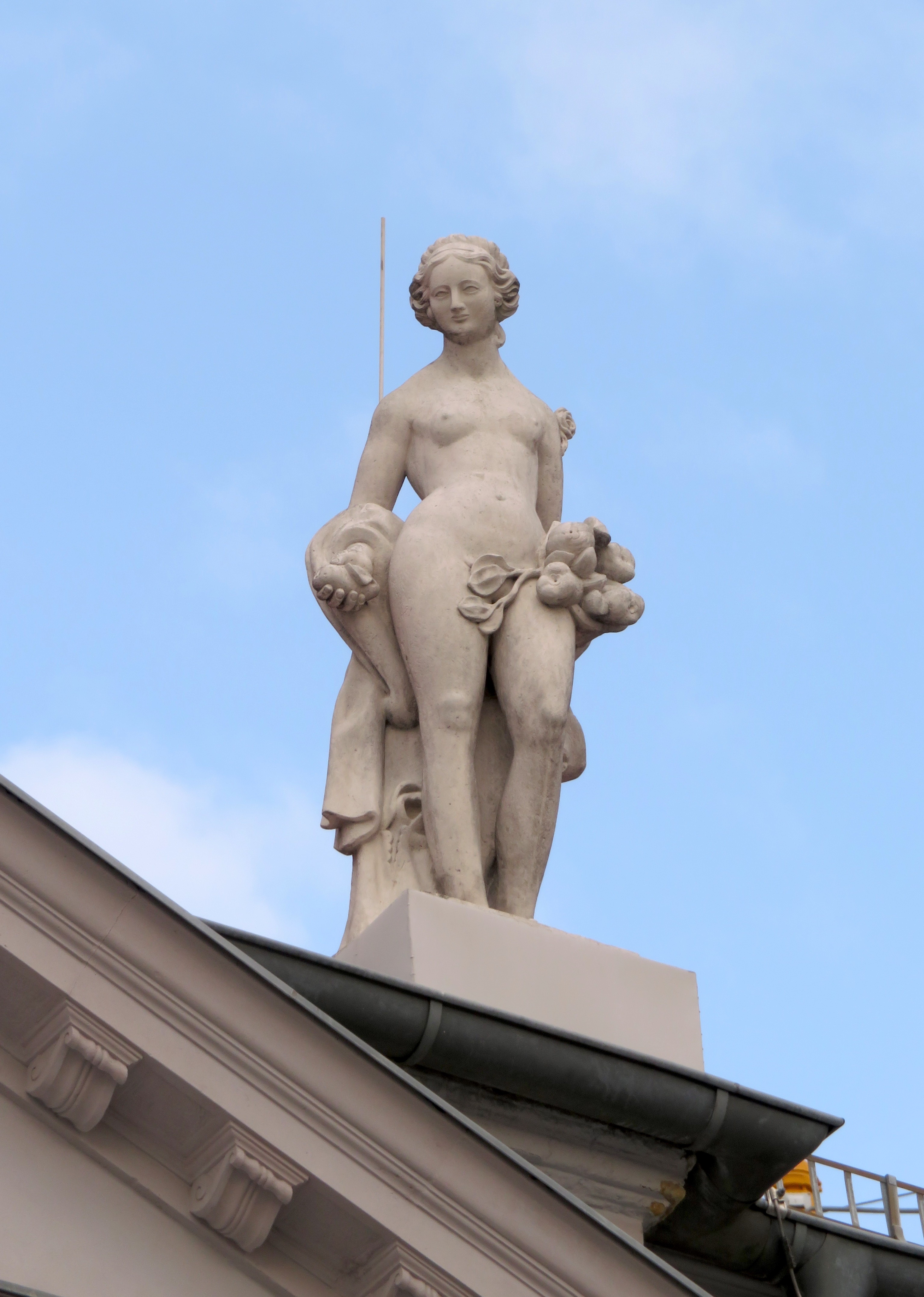
Pomona

Skulpturen der römischen Göttinnen Flora, Pomona und des römischen Gottes der Jahreszeiten, Vertumnus in der Mitte von Johann Peter Benkert auf der Attika schließen den Risalit nach oben ab. Nach Abbruch eines Armes an einer der Figuren wurden die Statuen aus Sicherheitsgründen 1897 abgenommen und 1898 für 200 Mark an Hermann Sudermann für sein Herrenhaus Blankensee verkauft. 1930 wurden Kopien aus Muschelkalk-Steinguss am Originalstandort in Potsdam aufgestellt. Nach Beschädigungen am Gebäude und seines Figurenschmuckes im Zweiten Weltkrieg wurde 1961 mit der Sudermann-Stiftung ein Tausch vereinbart: Die restaurierten Kopien sollten nach Blankensee kommen, die restaurierten Originale wieder auf den Giebel des Gebäudes zurückkehren. Weil Pomona 1964 beim Abbau zerbrach, einigte man sich auf den Verbleib der originalen Vertumnus-Statue. Von beiden schuf der Caputher Bildhauer Horst Misch in den 60er-Jahren des letzten Jahrhunderts Sandsteinkopien, die heute zusammen mit der Originalen Statue der Flora das Gebäude bekrönen. Der originale Vertumnus befindet sich seit 2000 in der Geschäftsstelle der Brandenburgischen Schlösser.

## Pendant Klingersches Haus
Gegenüber an der Ecke zum Alten Markt 17 wurde 2021 bis 2023 die Fassade des Klingnerschen Hauses, das unter der Leitung von Johann Boumann nach Entwurf von Knobelsdorff errichtet und im Zweiten Weltkrieg zerstört worden war, originalgetreu rekonstruiert. Dieses bildet mit dem Lehmannschen Haus ein Gebäudepaar, das die Dreiecksgiebel der südlichen Marktflügel des Potsdamer Stadtschlosses wiederaufnimmt.